# Schlacht von San Esteban de Gormaz
Die Schlacht von San Esteban de Gormaz fand am 4. September 917 statt.
Ordoño II., König von León, fügte den Truppen des Kalifen Abd ar-Rahman III. bei San Esteban de Gormaz östlich der Stadt Soria eine Niederlage zu.
Im folgenden Jahr wurden die Städte Arnedo und Calahorra den Banu Quasi entrissen. Die Reaktion Abd ar-Rahmans ließ nicht auf sich warten, 920 setzte er ein Heer in Marsch und eroberte Osma und San Esteban de Gormaz zurück, drang in Navarra ein und schlug die Christen in der Schlacht von Valdejunquera. Dabei gelang es ihm, die Bischöfe von Tui und Salamanca gefangen zu nehmen.